# جون دبليو. كادي
جون دبليو. كادي (بالإنجليزية: John W. Cady)‏ هو محامي وقاضي وسياسي أمريكي، ولد في 28 يونيو 1790 في فلوريدا في الولايات المتحدة، وتوفي في 5 يناير 1854 في الولايات المتحدة. حزبياً، نشط في الحزب الجمهوري الديمقراطي. وقد انتخب عضو جمعية ولاية نيويورك وانتخب عضو مجلس النواب الأمريكي.